# 도시임업

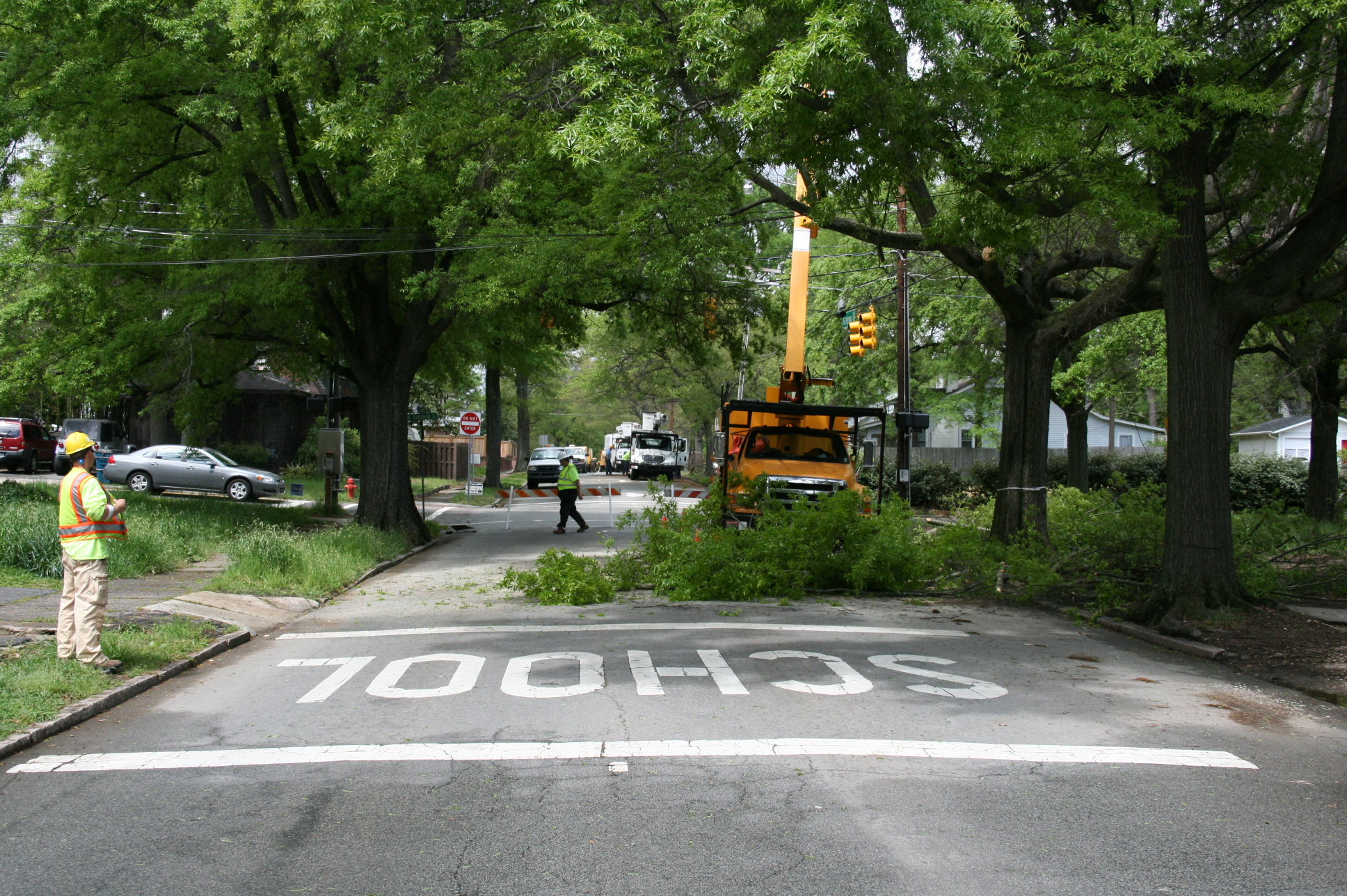
미국 노스캐롤라이나주 더럼의 한 도로에서 가로수를 손보고 있는 모습

도시임업(Urban forestry)은 도시 환경 개선을 목적으로 도시 환경에서 단일 나무와 나무 개체군을 관리하고 관리하는 것이다. 도시 삼림 관리에는 도시 숲의 관리 및 유지 관리 작업 프로그래밍을 포함하여 계획 및 관리가 모두 포함된다. 도시 임업은 도시 기반 시설의 중요한 부분으로서 나무의 역할을 옹호한다. 도시 삼림 전문가는 나무를 심고 유지하며, 적절한 나무와 산림 보존을 지원하고, 나무가 제공하는 많은 혜택을 연구하고 홍보한다. 도시 삼림 관리는 지방자치단체 및 상업 수목 재배가, 지방자치단체 및 공공 산림 관리인, 환경 정책 입안자, 도시 계획가, 컨설턴트, 교육자, 연구원 및 지역 사회 활동가에 의해 실행된다.

## 같이 보기
- 임업
- 전원도시
- 원예
- 조경
- 정원 디자인
- 임학